# Karl Andrejewitsch Schilder

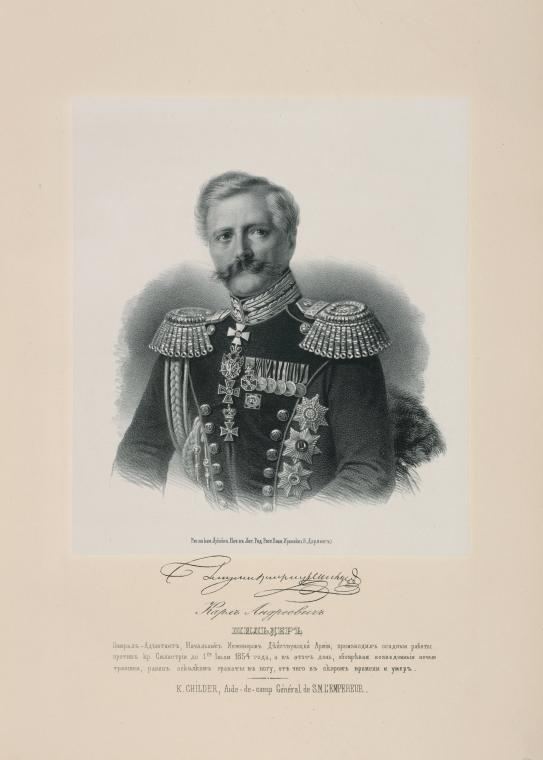
Karl Andrejewitsch Schilder

Karl Andrejewitsch Schilder, auch Karl Ludwig von Schilder (russisch Карл Андреевич Шильдер; * 27. Dezember 1785jul. / 7. Januar 1786greg. in Simanowo, Ujesd Newel; † 11. Junijul. / 23. Juni 1854greg. in Călărași) war ein deutschbaltisch-russischer Pionieroffizier der Kaiserlich Russischen Armee und Ingenieur.

## Leben
Schilder absolvierte das Adelspensionat der Universität Moskau und kam 1803 in die Generalstabsoffiziersschule.
1805 machte Schilder die Schlacht bei Austerlitz mit. Schilders Fähigkeiten wurden von Graf Karl Oppermann bemerkt, der ihn 1811 zu Arbeiten bei der Erweiterung der Festung in Bobruisk abkommandierte. Im folgenden Jahr beteiligte er sich an der Verteidigung der Festung bei der Blockade durch die Armee des Herzogtums Warschau. 1813 wurde er zum 1. Sappeurbataillon versetzt. 1818 ließ er sich aus familiären Gründen als Podpolkownik beurlauben. 1820 trat er auf Einladung des Großfürsten Nikolaus Pawlowitsch wieder in den Dienst und kommandierte das 2. Pionierbataillon.
1826 wurde Schilder Kommandeur des Leibgarde-Sappeurbataillons, mit dem er 1828 in den Russisch-Türkischen Krieg (1828–1829) zog. Als er mit seinem Bataillon vor Warna ankam, erkrankte er, so dass der erste russische Belagerungsangriff ohne ihn stattfand und erfolglos blieb. Sofort nach seiner Genesung entwickelte er einen neuen Angriffsplan, den er erfolgreich realisierte. Die von ihm geführte Belagerung Silistras führte zur Übergabe der Festung. Er konstruierte eine Seilhängebrücke (1828).
Infolge des kongresspolnischen Novemberaufstands wurde Schilder 1831 Chef des Garde-Ingenieurskorps. In der Schlacht bei Ostrołęka (1831) wurde er am Bein verwundet. Beim Sturm auf Warschau war er auf Krücken dabei.
Nach dem Ende des Krieges wurde Schilder Generaladjutant und Chef der Ingenieure der im Königreich Polen stationierten russischen Armee. Er entwickelte und erprobte vielfältige Techniken für Angriff und Verteidigung für die Ingenieure. Am bemerkenswertesten waren seine Vorschläge für Rohrminen und Systeme für Minenabwehr, elektrische Zünder entsprechend den Ideen Paul Ludwig Schilling von Cannstatts, U-Boote mit Spierentorpedos und Raketen sowie Seeminen mit elektrischen Kontaktzündern, die er zusammen mit Moritz Hermann von Jacobi entwickelte. Viele Erfindungen waren der damaligen Technik weit voraus und fanden erst später Anwendungen. Schilder entwickelte ein Pontonbrückensystem mit Schwimmkörpern aus gummiertem Segeltuch (1836). Auch verbesserte er die Ausbildung der Militäringenieure und organisierte Festungsmanöver. Auch Eduard Iwanowitsch Totleben ging durch seine Schule.
Ein besonderes Projekt Schilders war der Bau eines Ganzmetall-U-Boots. Es wird angenommen, dass er das U-Boot-Projekt Kasimir Gawrilowitsch Tschernowskis kannte und einige Ideen Tschernowskis übernahm. Das U-Boot wurde von März bis Mai 1834 gebaut. Die Kosten betrugen 23448 Rubel. Die abschließenden Prüfungen erfolgten Anfang Juni 1834 in Gegenwart Nikolaus I. Die ersten Erprobungen erfolgten Ende August 1834 in der Newa bei Schlüsselburg. Das Projekt wurde so geheim gehalten, dass es keine Spuren hinterließ, zumal das Projekt 1847 durch Graf Alexander Iwanowitsch Tschernyschow und Fürst Alexander Sergejewitsch Menschikow beendet wurde. 1857 beschrieb Konstantin Iwanowitsch Konstantinow Schilders U-Boot in einer Veröffentlichung.
Im Krimkrieg wurde Schilder 1854 zur Donauarmee abkommandiert. Durch geschickten Schanzenbau ermöglichte er die Zerstörung einer türkischen Flottille bei Russe durch russische Batterien. Auch zeichnete er sich beim Übergang der Armee über die Donau bei Brăila und bei der Belagerung von Silistra aus. Dauernd kämpfte er gegen die Behinderungen der eigenen Operationen. Nach einer schweren Verwundung am Bein starb er im Krankenhaus von Călărași.
1911 wurden auf Initiative Georgi Solomonowitsch Gabajews und anderer Offiziere des Leibgarde-Sappeurbataillons die sterblichen Überreste Schilders aus Călărași nach St. Petersburg überführt und in der Cosmas-und-Damian-Kirche des Bataillons beigesetzt.

## Ehrungen
- Russischer Orden der Heiligen Anna IV. Klasse (1811)
- Russischer Orden des Heiligen Georg III. Klasse (1829)
- Russischer Orden der Heiligen Anna I. Klasse (1830)
- Kaiserkrone zum Russischen Orden der Heiligen Anna I. Klasse (1831)
- Goldenes Schwert für Tapferkeit mit Diamanten (1831)
- Orden des Heiligen Wladimir II. Klasse (1831)
- Virtuti Militari II. Klasse (1831)
- Schnupftabakdose mit Monogramm Seiner Kaiserlichen Majestät (1833)
- Roter Adlerorden II. Klasse (1842)
- Kaiserlich-Königlicher Orden vom Weißen Adler (1844)
- Roter Adlerorden I. Klasse (1851)
- Alexander-Newski-Orden (1851) mit Diamanten (1854)